# Mike McCready

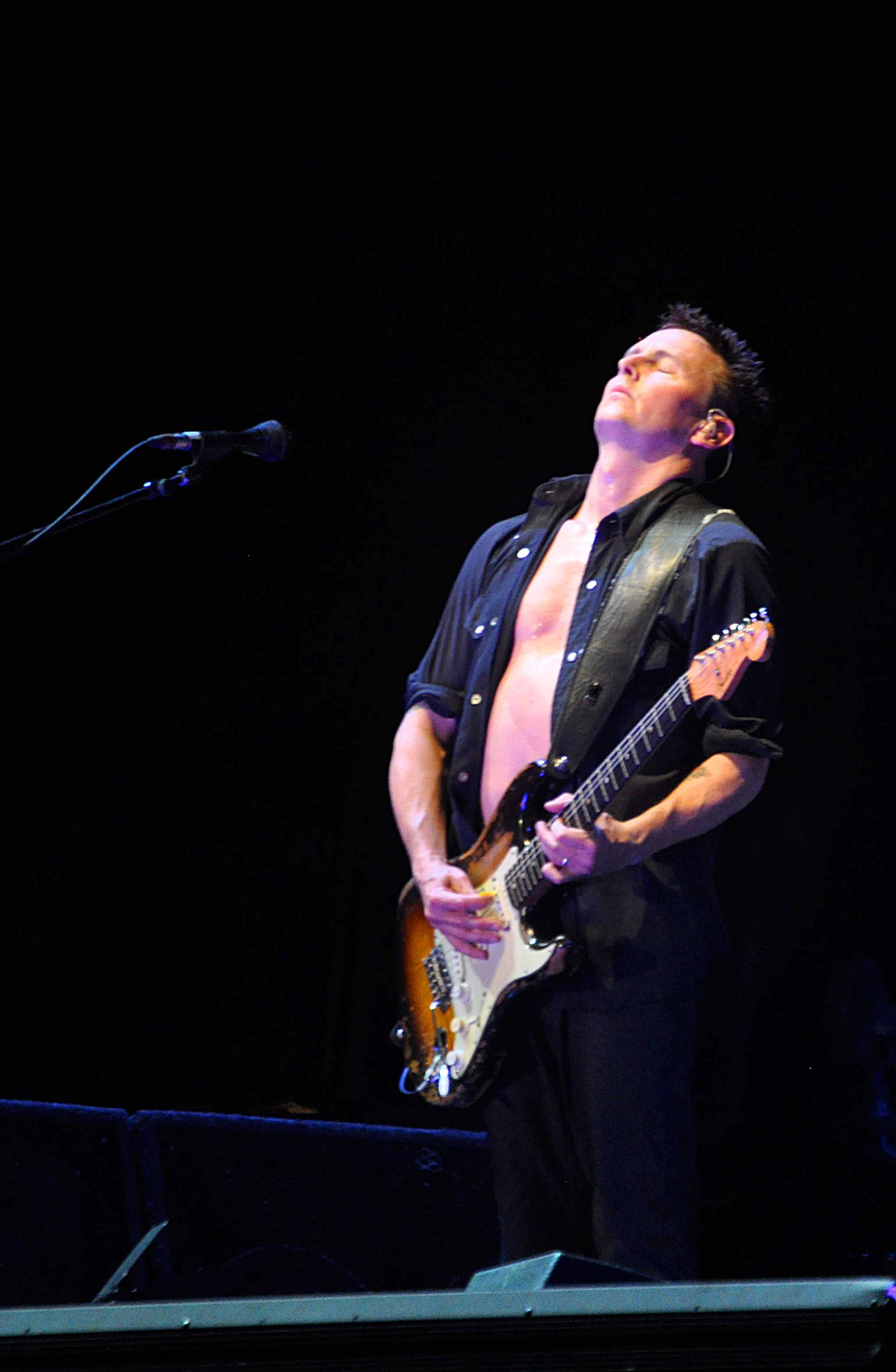
Mike McCready, 2009

Mike McCready (* 5. April 1966 in Pensacola, Florida) ist ein US-amerikanischer Musiker und der Leadgitarrist der Band Pearl Jam. 

## Leben
McCreadys Familie siedelte kurz nach seiner Geburt nach Seattle um. Im Alter von elf Jahren bekam er seine erste Gitarre und kurz darauf auch Unterricht.
Bereits in seiner Schulzeit gründete er seine erste Band, Warrior, welche bald in Shadow umbenannt wurde.
Seit Temple of the Dog, dem Tribute-Projekt für Andrew Wood, musiziert er mit dem Gitarristen Stone Gossard und dem Bassisten Jeff Ament. Aus diesem Projekt entstand die Gruppe Pearl Jam. McCready nahm auch am Projekt Mad Season teil.
Mike McCready leidet seit seiner Jugend an Morbus Crohn (Crohn Disease) und unterstützt einige Projekte, die zur Erforschung der Krankheit
beitragen.
Anfang bis Mitte der 1990er Jahre hatte er mit Drogensucht und Alkoholismus zu kämpfen. 1995 erklärte er in einem Interview, die Abhängigkeit überwunden zu haben.